# هنکاک پارک (لس آنجلس)
هنکاک پارک (به انگلیسی: Hancock Park) یک منطقهٔ مسکونی در ایالات متحده آمریکا است که در لس آنجلس واقع شده‌است. این محله که در دهه ۱۹۲۰ توسعه یافت، دارای اقامتگاه‌های متمایز از نظر معماری است که بسیاری از آنها در اوایل قرن بیستم ساخته شده‌اند. هنکاک پارک به وسیله یک منطقه تاریخی حفاظت شده (HPOZ) پوشش داده شده‌است. هنکاک پارک ۷۵٫۹ متر بالاتر از سطح دریا قرار دارد.